# Flughafen Malabo

i7
i11
i13
Der Flughafen Malabo (spanisch Aeropuerto de Malabo, auch Aeropuerto de Santa Isabel, IATA-Code: SSG, ICAO-Code: FGSL) ist der größte Flughafen in Äquatorialguinea. Er liegt auf der Insel Bioko, etwa neun Kilometer westlich der Hauptstadt Malabo. Er wird von der „Aeropuertos de Guinea Ecuatorial (ADGE)“ betrieben.

## Allgemein
Der Flughafen wurde früher hauptsächlich von der Regierung Äquatorialguineas genutzt. Während des Biafra-Kriegs wurde der Flughafen für Flüge nach Biafra in Nigeria verwendet. Mittlerweile hat der Flughafen einen internationalen Status und mehrere europäische Fluglinien fliegen nach Malabo. Der Flughafen Malabo ist neben dem Flughafen Bata und dem Flughafen Annobón der einzige Flughafen in Äquatorialguinea, der eine befestigte Landebahn besitzt. Außerdem wird der Flughafen Malabo für militärische Zwecke genutzt. Mehrere Parkpositionen ermöglichen die Ankunft größerer Maschinen wie etwa die eines Airbus A330 oder einer McDonnell Douglas MD-11.

## Zwischenfälle
- Im Jahr 2000 (genaues Datum unbekannt, nach Juli) wurde eine auf dem Flughafen Malabo geparkte Jakowlew Jak-40 der Ecuato Guineana de Aviación (EGA) (betrieben von der russischen NovgorodAvia) (Luftfahrzeugkennzeichen RA-87847) irreparabel beschädigt, als ihr Heck von einer Swissair MD-11 gerammt getroffen wurde, die an der Yak-40 vorbeirollte. Über Personenschäden ist nichts bekannt.[1]